# Богдан Орешчанин
Богдан Орешчанин (Перна, код Вргинмоста, 27. октобар 1916 — Београд, 26. август 1978) био је учесник Народноослободилачке борбе, дипломата, генерал-пуковник ЈНА, друштвено-политички радник СФР Југославије и СР Хрватске и народни херој Југославије.

## Биографија
Рођен је 27. октобра 1916. године у селу Перна, код Вргинмоста. Породица му се преселила у Загреб, где је завршио основну школу и Реалну гимназију. Након тога је уписао Правни факултет загребачког свеучилишта. Већ у вишим разредима гимназије, Орешчанин се нашао у кругу револуционарног омладинског покрета.

### Народноослободилачка борба
После фашистичке окупације Југославије 1941, вратио се у родно село и учествовао у припремама за оружани устанак на Кордуну. Ступио је у прву партизанску групу и постао члан Комунистичке партије Југославије (КПЈ). Убрзо је био постављен за командира Првог партизанског одреда Перна. Потом је прешао у Штаб Кордунашког партизанског одреда, где је био оперативни официр. Марта 1942, био је именован за команданта Другог кордунашког партизанског одреда. Од септембра је био командант Пете хрватске бригаде, а од новембра начелник Штаба Првог хрватског корпуса НОВЈ. После тога је био начелник Оперативног одељења Главног штаба НОВ и ПО Хрватске, а од маја 1944. командант Четвртог хрватског корпуса НОВЈ. Тих дана, добио је чин генерал-мајора НОВЈ.
Учествовао је у многим биткама по Хрватској, Босни и Словенији. Био је већник Земаљског антифашистичког већа народног ослобођења Хрватске (ЗАВНОХ). Врховни командант Јосип Броз Тито га је, крајем 1944, прекомандовао у Врховни штаб НОВЈ. Учествовао је у формирању првог Генералштаба Југословенске армије (ЈА), где је више година вршио многе високе дужности.

### Послератни период
При крају рата и првих година после ослобођења Југославије, Богдан Орешчанин је у Генералштабу ЈНА радио на организационом устројству Армије, а до 1952. године је био начелник његове Треће управе. Одмах после рата, био је биран за већника у Сабору НР Хрватске. Био је биран и за савезног посланика у Уставотворној скупштини Југославије. Вршио је многе функције у Југославији до 1970. године, када је отишао на дипломатски рад у иностранство: 
- члан Војне комисије Централног комитета КПЈ, 1945. године,
- члан партијског Опуномоћства за ЈНА, до 1968. године,
- савезни посланик у више заседања Савезне скупштине СФРЈ, до 1970. године,
- председник Одбора за народну одбрану Савезне скупштине СФРЈ, од 1968. до 1970. године,
- члан Одбора за спољну политику и међународне односе Савезне скупштине СФРЈ,
- члан Извршног комитета Југословенске групе Интерпарламентарне Уније, до 1970. године.

#### Дипломатски рад
Као познавалац неколико светских језика, Богдан је припадао првој генерацији војних и политичких дипломата социјалистичке Југославије. У годинама после прекида са Совјетским Савезом, Орешчанин је као генерал послат за војног, ваздухопловног и поморског аташеа у Уједињено Краљевство. То се догодило 1952. године, када је ФНРЈ полагано успостављала политичке, војне и економске односе са Западом.
Године 1967. био је предлаган за наследника Ивана Гошњака на месту Државног секретара за послове народне одбране СФРЈ. Иако је предлог прошао све консултације, Јосип Броз Тито је у последњем моменту одустао од Орешчаниновог постављења и дужност је преузео Никола Љубичић.
Дипломатски посао поново је преузео 1970. године, у време када је био председник Одбора за народну одбрану и члан Спољнополитичког одбора Савезне скупштине СФРЈ. Исте године, постао је ванредни и опуномоћени амбасадор СФР Југославије у Народној Републици Кини. Тиме је Југославија поново успоставила односе са Кином на нивоу амбасадора. Орешчанин је успео да убрза процес успостављања добрих и пријатељских односа Југославије са Кином, као и развијања међупартијских односа.
У исто време, био је ванредни и опуномоћени амбасадор СФР Југославије у Северном Вијетнаму. То је било у време Вијетнамског рата. Орешчанин је такође био и први ванредни и опуномоћени амбасадор Југославије у Северној Кореји. У време његовог боравка, успостављени су државни и партијски односи између две земље. Истовремено, Орешчанин је, као делегирани представник Југославије у Пекингу, одржавао везе са представницима Кампућије, принцом Нородомом Сихануком и представницима Црвених Кмера у Пекингу и Кампућији.
Његов боравак на Далеком истоку био је успешно завршен 1973. године. Исте године, био је постављен за ванредног и опуномоћеног амбасадора у Уједињеном Краљевству. После три године, крајем 1976. се вратио у Југославију, пензионисан је у чину генерал-пуковника ЈНА и постао је члан Савета федерације. Тада се посветио теоријској разради неких тема војне и политичке природе, од којих је неколико рукописа остало недовршено због његове нагле смрти.
Умро је 26. августа 1978. године у Београду. Сахрањен је у Алеји заслужних грађана на Новом гробљу у Београду.

## Идејно-литерарни рад и одликовања
Главно животно дело Богдана Орешчанина био је његов рад на концепцији општенародне одбране Југославије, односно израда оригиналне ратне доктрине, која је проистекла из искустава Народноослободилачког рата и револуције. Био је један од првих протагониста у разради Титове концепције југословенског рата и револуције. Радио је и на теоријским и практичним идејама о улози регуларне армије, територијалној одбрани и наоружаном народу у одбрамбеном рату и остало.
Његово најзначајније дело с подручја теорије јесте „Војни аспекти борбе за светски мир, националну независност и социјализам“. Дело је посвећено идеји о ограничености и несврсисходности упорабе војне силе и освајачких ратова и мисли о негацији ратова уопште. Значајни су и његови радови:
- О факторима војне силе у неким међудржавним оружаним сукобима из периода Другог светског рата,
- Извори војне снаге у југословенској социјалистичкој револуцији (1941—1945),
- Војни аспекти националног ослобођења и класне борбе мирним средствима,
- Суштина и појам војне силе“, итд.

Носилац је Партизанске споменице 1941. и 30 високих југословенских и иностраних одликовања међу којима се истичу — Орден ратне заставе, Орденом партизанске звезде са златним венцем, Орденом заслуга за народ за златном звездом, Орденом братства и јединства са златним венцем, Орденом партизанске звезде са сребрним венцем и Орден за храброст. Од иностраних се истичу чехословачки Орден белог лава другог реда и пољски Грунвалдов крст другог реда. Орденом народног хероја одликован је 23. јула 1952. године.

## Галерија
- Богдан Орешчанин 1953.
- Гроб Богдана Орешчанина у Алеји заслужних грађана на Новом гробљу у Београду
- Орден народног хероја